# お台場海浜公園駅
お台場海浜公園駅（おだいばかいひんこうえんえき）は、東京都港区台場二丁目にある、東京臨海新交通臨海線（ゆりかもめ）の駅である。駅番号はU 06。港区内の駅では最も東にある。
新橋駅方面からレインボーブリッジを渡った最初の駅であり、お台場海浜公園の近くに位置する。

## 歴史
- 1995年（平成7年）11月1日 - 開業[1][2]。開業前の仮称は「海上公園」だった[3]。
- 1998年（平成10年） - 関東の駅百選第2回選定駅となる。選定理由は「都市景観との連続性を前提とした駅舎で歴史と新しいものが一体となった駅」。

## 駅構造
島式ホーム1面2線の高架駅である。
エスカレーターとエレベーターを併設しているが、後者は改札外コンコース両側の建物にも設置されており、そこからコンコースにつながっている。

### のりば
| 番線 | 路線       | 行先     |
| ---- | ---------- | -------- |
| 1    | ゆりかもめ | 豊洲方面 |
| 2    | ゆりかもめ | 新橋方面 |

豊洲駅寄りに待避線を兼ねた上下渡り線が設置されている。ただし試運転や非常時用のためのもので、普段は使用されない。

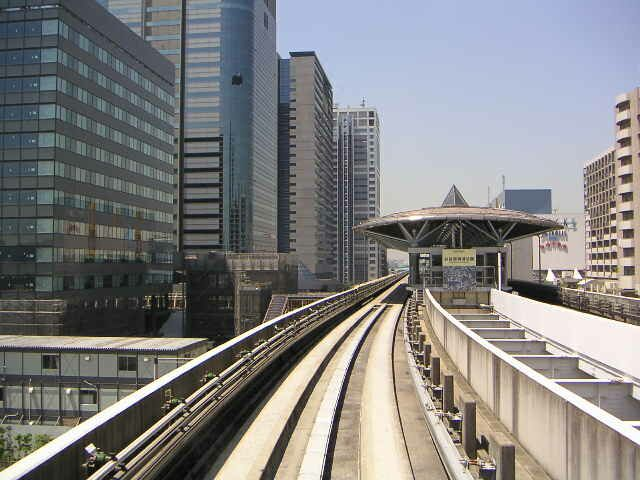
走行中の車内から（2004年6月4日）
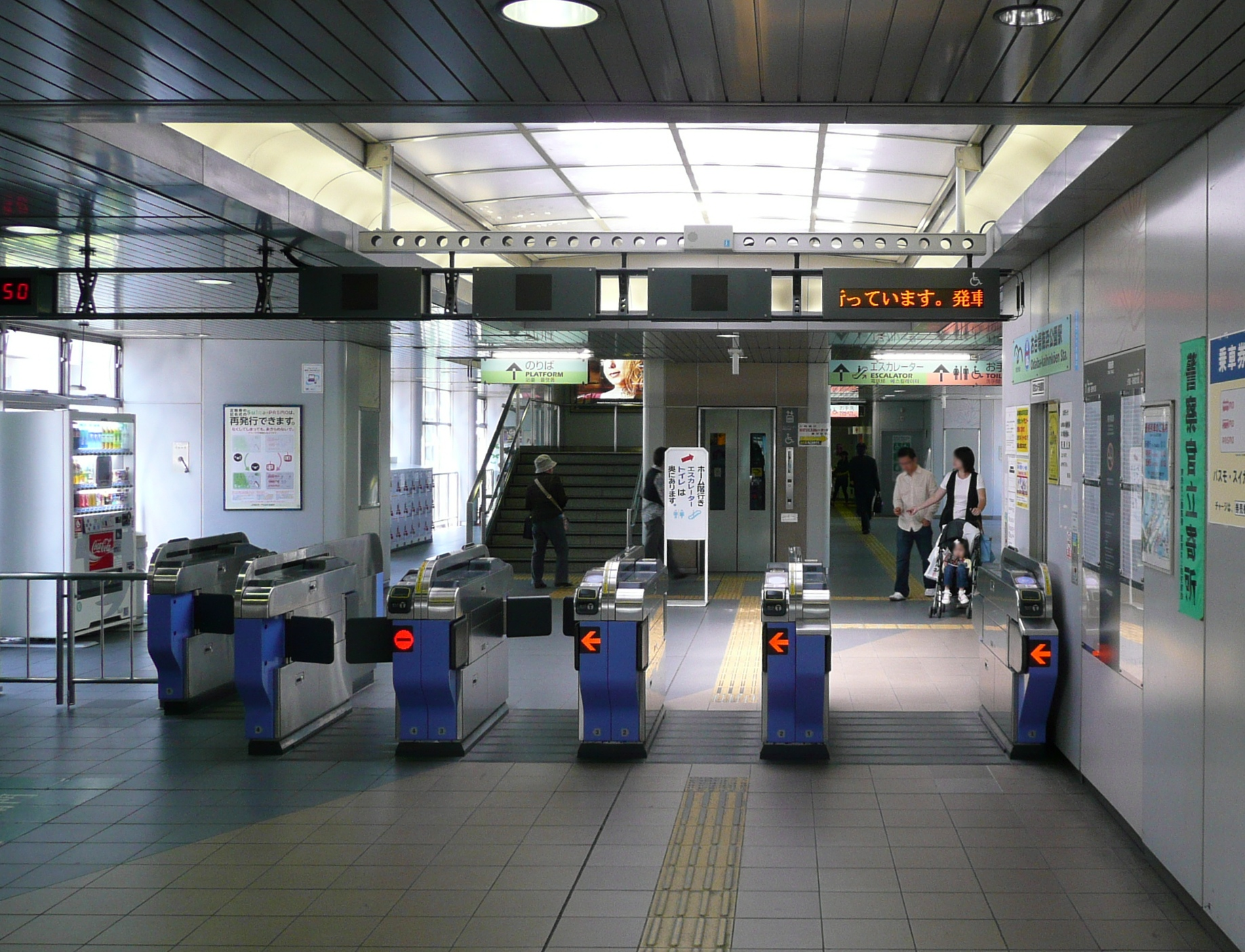
改札口（2010年6月）
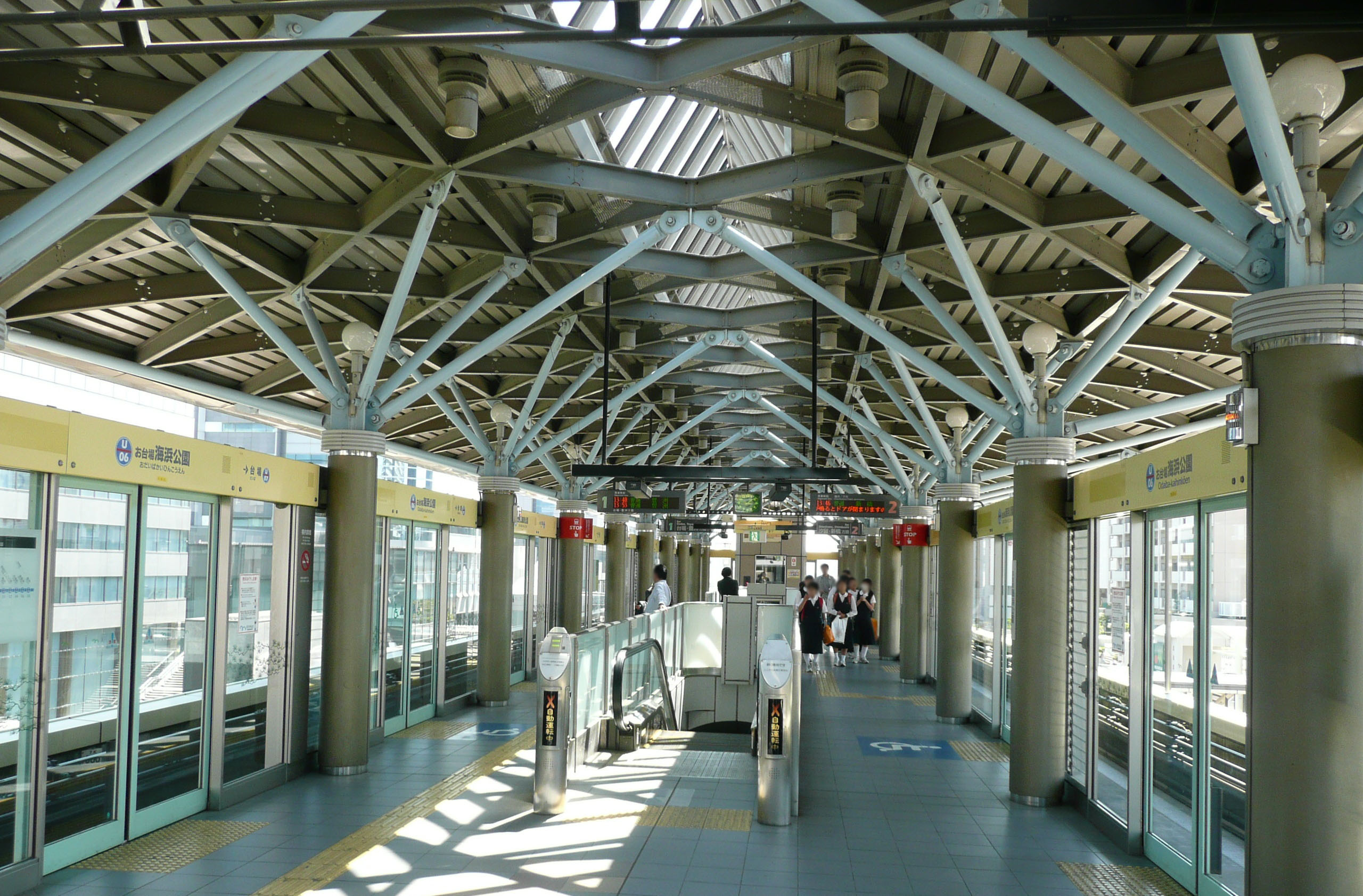
ホーム（2010年6月）

## 利用状況
2023年度の1日平均乗車人員は6,640人である。開業以来の1日平均乗車人員推移は下記の通り。
| 年度               | 1日平均 乗降人員 | 1日平均 乗車人員 | 出典     |
| ------------------ | ---------------- | ---------------- | -------- |
| 1995年（平成07年） |                  | 1,539            | [ * 1 ]  |
| 1996年（平成08年） |                  | 8,907            | [ * 2 ]  |
| 1997年（平成09年） |                  | 9,625            | [ * 3 ]  |
| 1998年（平成10年） |                  | 5,589            | [ * 4 ]  |
| 1999年（平成11年） |                  | 9,817            | [ * 5 ]  |
| 2000年（平成12年） |                  | 10,173           | [ * 6 ]  |
| 2001年（平成13年） |                  | 12,159           | [ * 7 ]  |
| 2002年（平成14年） |                  | 11,238           | [ * 8 ]  |
| 2003年（平成15年） |                  | 9,735            | [ * 9 ]  |
| 2004年（平成16年） |                  | 9,144            | [ * 10 ] |
| 2005年（平成17年） |                  | 8,474            | [ * 11 ] |
| 2006年（平成18年） |                  | 8,374            | [ * 12 ] |
| 2007年（平成19年） |                  | 9,169            | [ * 13 ] |
| 2008年（平成20年） |                  | 7,923            | [ * 14 ] |
| 2009年（平成21年） |                  | 8,402            | [ * 15 ] |
| 2010年（平成22年） |                  |                  |          |
| 2019年（令和元年） | 16,899           | 8,668            |          |
| 2020年（令和02年） | 7,703            |                  |          |
| 2021年（令和03年） | 8,535            | 4,309            |          |
| 2022年（令和04年） | 11,171           | 5,634            |          |
| 2023年（令和05年） | 13,196           | 6,640            |          |

備考
1. ↑  1995年11月1日開業。開業日から1996年3月31日までの計152日間を集計したデータ。

## 駅周辺
駅北側は、駅名になっているお台場海浜公園やデックス東京ビーチなどの観光スポットやマンションなどがある。一方で南側は台場フロンティアビルやトレードピアお台場などの高層オフィスビルが立ち並び、利用者は地元住民・観光客・ビジネス利用と幅広い。
駅に隣接する、東京湾岸道路を跨ぐ歩行者専用橋「テレポートブリッジ」を経由することで、東京臨海高速鉄道りんかい線東京テレポート駅まで徒歩5分程度で移動できる。正式な乗り換え駅ではないが、駅周辺では東京テレポート駅への誘導表示が複数みられる。さらに南下すると、パレットタウン跡地を経てゆりかもめ青海駅方面へ至る。
- デックス東京ビーチ（後述する次駅案内で、下記5施設が読み上げられる）
  - 東京ジョイポリス
  - 台場一丁目商店街
  - お台場たこ焼きミュージアム
  - レゴランド・ディスカバリー・センター東京
  - マダム・タッソー東京
- お台場海浜公園
- 港区立港陽小学校・中学校・にじのはし幼稚園
- 有明スポーツセンター
- 乃村工藝社本社ビル
- 台場ガーデンシティビル
- サントリーワールドヘッドクォーターズ
- 台場フロンティアビル
  - ユーシーカード本社
- トレードピアお台場
- 東京臨海高速鉄道（りんかい線） 東京テレポート駅
- シンボルプロムナード公園
- マルエツ お台場店
- オーケー お台場店

## バス路線
最寄りの停留所は、東京都道482号台場青海線にあるお台場海浜公園駅前となる。以下の路線が乗り入れており、kmモビリティサービス、東京都交通局により運行されている。
- kmモビリティサービス
  - お台場レインボーバス：品川駅港南口行 / お台場循環
- 都営バス
  - 海01(KM01)：東京テレポート駅前行・台場二丁目行 / 門前仲町行・豊洲駅前行
  - 陽12-3：東京テレポート駅前行 / 東陽町駅前行 ※土休日のみ運行

### 水上バス
お台場海浜公園内にお台場海浜公園乗船場があり、東京都観光汽船、東京水辺ラインの水上バスが発着する。

## その他
- 有明・豊洲方面は、当駅の次駅案内放送は芝浦ふ頭駅出発後とレインボーブリッジ通過後の2回行われる。フジテレビやアクアシティお台場に向かう場合は次の台場駅が至近のため、レインボーブリッジ通過後にその旨も案内される。

## 隣の駅
ゆりかもめ
 東京臨海新交通臨海線（ゆりかもめ）
芝浦ふ頭駅 (U 05) - お台場海浜公園駅 (U 06) - 台場駅 (U 07)

#### 利用状況
ゆりかもめの1日平均利用客数
1. 1 2 3 4 5  “お台場海浜公園｜駅・時刻表｜株式会社ゆりかもめ”.   ゆりかもめ. 2024年7月20日時点のオリジナルよりアーカイブ。2024年7月20日閲覧。
2. 1 2  “お台場海浜公園｜駅・時刻表｜株式会社ゆりかもめ”.   ゆりかもめ. 2022年5月31日時点のオリジナルよりアーカイブ。2023年7月5日閲覧。
3. ↑  “令和2年度 移動等円滑化取組報告書” (PDF).   ゆりかもめ. 2021年8月19日閲覧。
4. 1 2  “お台場海浜公園｜駅・時刻表｜株式会社ゆりかもめ”.   ゆりかもめ. 2023年3月16日時点のオリジナルよりアーカイブ。2023年7月2日閲覧。
5. 1 2  “お台場海浜公園｜駅・時刻表｜株式会社ゆりかもめ”.   ゆりかもめ. 2023年7月5日時点のオリジナルよりアーカイブ。2023年7月5日閲覧。

東京都統計年鑑
1. ↑  東京都統計年鑑（平成7年）
2. ↑  東京都統計年鑑（平成8年）
3. ↑  東京都統計年鑑（平成9年）
4. ↑  東京都統計年鑑（平成10年） (PDF)
5. ↑  東京都統計年鑑（平成11年） (PDF)
6. ↑  東京都統計年鑑（平成12年）
7. ↑  東京都統計年鑑（平成13年）
8. ↑  東京都統計年鑑（平成14年）
9. ↑  東京都統計年鑑（平成15年）
10. ↑  東京都統計年鑑（平成16年）
11. ↑  東京都統計年鑑（平成17年）
12. ↑  東京都統計年鑑（平成18年）
13. ↑  東京都統計年鑑（平成19年）
14. ↑  東京都統計年鑑（平成20年）
15. ↑  東京都統計年鑑（平成21年）